# Lena Vandrey

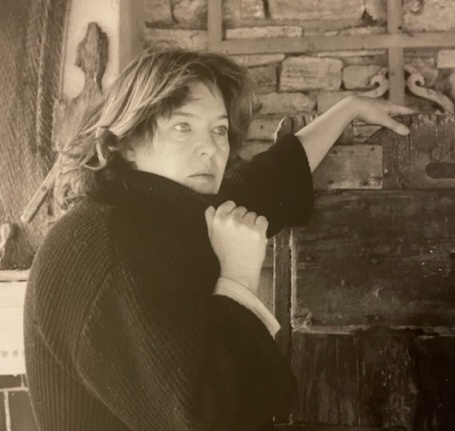
Lena Vandrey

Lena Vandrey, auch Léna geschrieben (geboren am 23. April 1941 in Breslau; gestorben am 8. November 2018 in Bourg-Saint-Andéol) war eine französische feministische bildende Künstlerin und Autorin. Ab 1960 lebte sie in Frankreich. Sie schuf imaginäre Frauenporträts. Ihre Werke werden teilweise der Art brut zugeordnet.

## Leben
Marie Gesine Hillena Vandrey, genannt Léna, zog mit ihren Eltern 1945 von Breslau nach Hamburg, wo sie ihre Kindheit und Jugend verbrachte. Ihre Eltern waren baltisch-französischer Herkunft. Sie begann als Kind zu malen, bildhauern und Gedichte zu schreiben. Nach einer Banklehre verließ sie 1958 Hamburg. Sie reiste nach Frankreich, Spanien und in afrikanische Länder. 1960 ließ sie sich bei Verwandten in Paris nieder, arbeitete in verschiedenen Jobs und studierte parallel dazu Kriminologie an der Sorbonne. 1963 begann sie wieder zu malen. Sie zog 1967 nach Südfrankreich, wo sie in Laval-Saint-Roman über mehrere Jahre ein altes Landhaus restaurierte, in dem sie lebte und arbeitete. 1968 engagierte sie sich in der Frauenbewegung und war mit Monique Wittig, Hélène Cixous und Christine Delphy befreundet. Sie stellte ab den 1970er Jahren regelmäßig aus, zunächst in Frankreich, dann in der Schweiz. 2002 kaufte und restaurierte sie mit ihrer Lebensgefährtin, der Literaturwissenschaftlerin Mina Noubadji-Huttenlocher, ein Wohnhaus in Bourg-Saint-Andéol, in dem sie bis zu ihrem Tod lebte. Sie sammelte provenzalischen Hausrat, Stick- und Töpferarbeiten, Prozessionsfiguren sowie „Nonnenkästchen“ aus dem 17. bis 20. Jahrhundert und stellte die Sammlung als „Frauenkunst“ in ihrem Haus aus, das als Musée Lena-Vandrey öffentlich zugänglich ist.

## Werk
Wiederkehrende Motive in Lena Vandreys Zeichnungen, figurativen Malereien und Skulpturen sind Amazonen, Engel, lesbische Geliebte sowie totemistische weibliche Figuren. Ihre erste Ausstellung fand 1974 in der Galerie Atelier Jacob in Paris statt mit dem Titel Le Cycle des Amantes emputrescible (Zyklus der unverwesbaren Geliebten) und zeigte eine Serie von imaginären Frauenporträts angelehnt an Monique Wittigs Roman Les Guérillères. Monique Wittig und Lena Vandrey inspirierten sich über 15 Jahre wechselseitig und trugen „jede auf ihre Weise zur Schaffung eines völlig neuen, epischen und feministischen poetischen Universums“ bei, schrieb Christine Delphy 1985. Vandrey entwarf die Bühnenbilder und Kostüme für Wittigs Theaterstück Le voyage sans fin, das sie wiederum zu einer neuen Bilderserie anregte mit dem Titel Féerie pour Quichotte. Ein bekanntes Werk von Vandrey ist Die Kaukasische Reiterin (1986). Ihr Zyklus Die blaue Amazone entstand zwischen 1982 und 1986.
Sie malte auf teils historischem Leinengewebe, dem sie geschmolzenes Wachs hinzufügte, in das sie organische und mineralische Materialien einarbeite. Die Farben, bevorzugt Gelb-, Braun- und Ockertöne und im Kontrast ein intensives Blau, trug sie mit den Händen auf. Für ihre plastischen Werke verwendete sie meist Fundstücke. So arbeitete sie mit Fragmenten alter Holzmöbel, wie für die Skulptur Auschwitz aus Eisen, Holz und Stoff, die zwischen 1999 und 2000 entstand. Über ihre Malerei schreibt Felicitas Kohn im Künstlerlexikon, ausgehend von historischer Enkaustik habe Lena Vandrey eine eigene Technik entwickelt, durch die eine „archaische und freskenhafte Wirkung“ erzeugt werde. Die häufig vorgenommene Zuordnung zur Art brut sei zu eng gefasst, Vandrey sei weniger eine Außenseiterin als vielmehr feministische Künstlerin, die an die Traditionen der von ihr gesammelten volkstümlichen religiösen Kunst anknüpfe.
Sie war als Darstellerin an Experimentalfilmen beteiligt, verfasste Gedichte und Essays sowie autobiografische, lyrisch-expressive Prosatexte in deutscher und französischer Sprache. Für die Zeitschrift Die Schwarze Botin und die Frauenverlage Frauenoffensive und Orlanda war sie als Illustratorin tätig.

## Ausstellungen
Einzelausstellungen
- 1985: L’almanach des amazones: Lena Vandrey, Musée des Beaux Arts Hyacinthe Rigaud, Perpignan
- 1992: Fundus, Gefunden, Erfunden. Provençalische Frauenkultur aus der Sammlung Lena Vandrey, Hammoniale Festival der Frauen, Hamburg
- 2000/2001: Lena Vandrey - Les boîtes de Pandore, Collection de l’Art Brut Lausanne[5]
- 2001: La beauté inconfortable, Halle Saint Pierre, Paris
- 2004: Auschwitz, Musée d’Art Sacré du Gard, Pont-Saint-Esprit

Beteiligungen
- 1999: Eigenblicke. 13 Fotografinnen, AusstellungsHalle Sachsenhäuser Schulstraße, Frankfurt am Main[6]
- 2016: Clin d’oeil… 40 ans (1976–2016), La Fabuloserie - Musée d’art hors-les-normes/art brut, Dicy[7]

## Publikationen
- Paradigmen der unbequemen Schönheit. Gestalten in Wort und Bild. mit einer Einleitung von Christa Reinig und Monique Wittig. Zeichen + Spuren Frauenliteraturverlag, Bremen 1986, ISBN 3-924588-15-5.
- Die Kunst des Eingeschlossenseins. Aufsatzsammlung, hrsg. von Denny Hirschbach und Hanna Jacobs. Zeichen + Spuren, Bremen 1989, ISBN 3-924588-18-X.
- Der Traum. In: Die Kunst zu existieren. Lebensstil & Politik. hrsg. von Birge Krondorfer und Wolfgang Müller-Funk, Konkursbuch, Tübingen 1991, ISBN 3-88769-226-8, S. 109–121.
- Kochbilderbuch für weibliche Lebenskunst. mit einem Vorwort von Mina Noubadji-Huttenlocher, Christel Göttert Verlag, Rüsselsheim 1998, ISBN 3-922499-33-3.
- Chapitres, anl. der Ausstellung La beauté inconfortable, Edition Musée Halle Saint Pierre, Paris 2001[8]

## Dokumentarfilme
- Himmel als Exil: Ein empfindsames Vermächtnis von Lena Vandrey. filmisches Porträt von Hajo Schedlich, ZDF 1980 (58 Min.)[10]
- Dichter unserer Zeit. (Michael Smith, Lena Vandrey und Sarah Kirsch), ZDF 1982
- L’Ange Amazonien. Un portrait de Lena Vandrey. von Maria Klonaris und Katerina Thomadaki, Paris 1992 (92 Min.)[11]
- Leçon de Choses. von Samuel Bester, Marseille 1998
- Insomnia. 2005 via Youtube (französisch)